# 2009–2010-es görög labdarúgó-bajnokság (első osztály)
A 2009–10-es Szúper Línga Eláda a legmagasabb szintű labdarúgó-bajnokság Görögországban, mely 74. alkalommal került kiírásra. A pontvadászat 16 csapat részvételével 2009. augusztus 22-én kezdődött és 2010. április 11-én ért véget. A bajnokságot a Panathinaikósz csapata nyerte. Ez volt az athéni klub 20. bajnoki címe.
Az Év Labdarúgója címmel a gólkirályt, a francia Djibril Cissét ajándékozták meg.

## Változások a 2008–2009-es szezon után

### Feljutott
- Atrómitosz, a másodosztály bajnokaként
- PASZ Jánina, a másodosztály ezüstérmeseként
- AÓ Kavála, a másodosztály bronzérmeseként

### Kiesett
- ÓFI, 14. helyen
- Panszeriakósz, 15. helyen
- Thraszívulosz Filísz, 16. helyen

## A bajnokság rendszere
A bajnokság két fő részből áll: egy alapszakaszból és egy az BL-indulást eldöntő rájátszásból.
Az alapszakaszban a 16 csapat körmérkőzéses, oda-visszavágós rendszerben mérkőzik meg egymással. Az alapszakasz győztese a görög bajnok, az utolsó három helyen végzett csapat kiesik a másodosztályba, míg a 2–5. helyezett csapatok kerülnek az BL-indulást eldöntő rájátszásba, ahol újfent körmérkőzéses, oda-visszavágós rendszerben mérkőznek meg egymással.

## Csapatok
| Név (használt, vagy rövidített név) | Város (angol név)        | Stadion                       | Befogad. |
| ----------------------------------- | ------------------------ | ----------------------------- | -------- |
| AÉK                                 | Athína (Athén)           | Olimpiai Stadion              | 71 030   |
| AÉ Láriszasz (AÉL 1964)             | Lárisza                  | Alkazár Stadion               | 13 108   |
| Árisz Theszaloníkisz (Árisz)        | Theszaloníki (Szaloniki) | Kleánthisz Vikelídisz Stadion | 23 220   |
| Asztérasz Trípolisz                 | Trípoli                  | Asztérasz Trípolisz Stadion   | 15 000   |
| Atrómitosz Athinón (Atrómitosz)     | Athína (Athén)           | Perisztéri stadion            | 8 939    |
| Ergotélisz                          | Iráklion                 | Pangrítio Stadion             | 26 240   |
| Iraklísz                            | Theszaloníki (Szaloniki) | Kaftanzóglio Stadion          | 27 770   |
| Kavála                              | Kavála                   | Anthí Karajáni Stadion        | 12 500   |
| Levadiakósz                         | Livadiá                  | Livadiái stadion              | 5 915    |
| Olimbiakósz                         | Pireusz                  | Karaiszkákisz Stadion         | 33 334   |
| Panathinaikósz                      | Athína (Athén)           | Olimpiai Stadion              | 71 030   |
| Panióniosz                          | Athína (Athén)           | Néasz Zmírnisz Stadion        | 11 700   |
| Panthrakikósz                       | Komotiní                 | Komitiní-i stadion            | 3 000    |
| PAÓK                                | Theszaloníki (Szaloniki) | Túmbasz Stadion               | 28 701   |
| PASZ Jánina                         | Joánina                  | Zoszimádesz Stadion           | 7 652    |
| Skoda Xánthi                        | Xánthi                   | Skoda Xánthi Aréna            | 7 361    |

## Alapszakasz

### Végeredménye
| #   | Csapat                  | M  | GY | D  | V  | G+ – G– | GK  | P  | Megjegyzések                                 | Egymás elleni |
| --- | ----------------------- | -- | -- | -- | -- | ------- | --- | -- | -------------------------------------------- | ------------- |
| 1.  | Panathinaikósz (B, KGY) | 30 | 22 | 4  | 4  | 54–17   | +37 | 70 | 2010–2011-es Bajnokok Ligája – Csoportkör    |               |
| 2.  | OlimbiakószCV, K        | 30 | 19 | 7  | 4  | 47–18   | +29 | 64 | Rájátszás                                    |               |
| 3.  | PAÓK                    | 30 | 19 | 5  | 6  | 41–16   | +25 | 62 | Rájátszás                                    |               |
| 4.  | AÉK                     | 30 | 15 | 8  | 7  | 43–31   | +12 | 53 | Rájátszás                                    |               |
| 5.  | Árisz                   | 30 | 12 | 10 | 8  | 35–28   | +7  | 46 | Rájátszás                                    |               |
| 6.  | AÓ KaválaÚ              | 30 | 10 | 9  | 11 | 31–32   | −1  | 39 |                                              |               |
| 7.  | AtrómitoszÚ             | 30 | 10 | 8  | 12 | 34–36   | −2  | 38 |                                              |               |
| 8.  | AÉL 1964                | 30 | 10 | 7  | 13 | 31–42   | −11 | 37 | 1. AÉL 7p, 8:5 2. PGS 5p, 4:5 3. IRA 4p, 3:5 |               |
| 9.  | Panióniosz              | 30 | 9  | 10 | 11 | 34–35   | −1  | 37 | 1. AÉL 7p, 8:5 2. PGS 5p, 4:5 3. IRA 4p, 3:5 |               |
| 10. | Iraklísz                | 30 | 10 | 7  | 13 | 39–41   | −2  | 37 | 1. AÉL 7p, 8:5 2. PGS 5p, 4:5 3. IRA 4p, 3:5 |               |
| 11. | Ergotélisz              | 30 | 9  | 9  | 12 | 37–41   | −4  | 36 | ASZ–ERG 2:4 ERG–ASZ 4:3                      |               |
| 12. | Asztérasz Trípolisz     | 30 | 10 | 6  | 14 | 29–36   | −7  | 36 | ASZ–ERG 2:4 ERG–ASZ 4:3                      |               |
| 13. | Skoda Xánthi            | 30 | 10 | 5  | 15 | 27–36   | −9  | 35 |                                              |               |
| 14. | Levadiakósz (K)         | 30 | 9  | 7  | 14 | 31–44   | −13 | 34 | Béta Ethnikí                                 |               |
| 15. | PASZ JáninaÚ (K)        | 30 | 7  | 7  | 16 | 27–46   | −19 | 28 | Béta Ethnikí                                 |               |
| 16. | Panthrakikósz (K)       | 30 | 3  | 3  | 24 | 21–62   | −41 | 12 | Béta Ethnikí                                 |               |

Forrás: superleaguegreece.net (görögül) 
A rangsorolás alapszabályai: 1. összpontszám, 2. egymás elleni eredmények összpontszáma, 3. egymás elleni eredmények gólkülönbsége, 4. helyosztó mérkőzés.
(B): Bajnokcsapat, (K): Kieső csapat, (F): Feljutó csapat, (I): Kupainduló, (R): A rájátszás győztese, (KGY): Kupagyőztes

### Kereszttábla
| Hazai \ Vendég1     | AÉK | AÉL | ÁRI | ASZ | ATR | ERG | IRA | KAV | LEV | OLI | PAN | PGS | PKI | PAÓK | PAS | SXÁ |
| AÉK                 |     | 3–1 | 1–0 | 2–0 | 3–3 | 1–0 | 1–0 | 3–0 | 3–2 | 1–2 | 0–1 | 1–1 | 3–2 | 1–0  | 3–1 | 3–1 |
| AÉL 1964            | 1–0 |     | 2–2 | 1–0 | 2–2 | 1–0 | 2–1 | 1–0 | 1–2 | 0–2 | 0–3 | 2–2 | 0–2 | 2–1  | 0–0 | 2–0 |
| Árisz               | 1–1 | 2–0 |     | 0–1 | 1–0 | 2–1 | 4–2 | 0–0 | 1–0 | 1–0 | 0–0 | 1–1 | 0–2 | 2–0  | 1–0 | 1–0 |
| Asztérasz Trípolisz | 2–0 | 0–0 | 2–1 |     | 1–2 | 2–4 | 0–4 | 1–0 | 2–1 | 1–3 | 0–1 | 2–0 | 3–1 | 1–1  | 3–0 | 0–0 |
| Atrómitosz          | 0–1 | 2–1 | 0–3 | 0–0 |     | 0–0 | 2–1 | 2–0 | 3–0 | 0–1 | 0–3 | 1–0 | 3–1 | 0–0  | 2–1 | 1–0 |
| Ergotélisz          | 2–2 | 0–0 | 0–0 | 4–3 | 1–1 |     | 1–3 | 1–0 | 1–0 | 1–1 | 0–3 | 0–0 | 4–0 | 0–2  | 3–1 | 1–0 |
| Iraklísz            | 1–1 | 2–1 | 2–2 | 1–0 | 2–2 | 0–2 |     | 1–0 | 1–1 | 1–0 | 0–1 | 0–2 | 3–1 | 1–1  | 2–0 | 2–4 |
| AÓ Kavála           | 2–1 | 3–3 | 1–1 | 0–1 | 2–1 | 1–3 | 1–0 |     | 2–2 | 0–0 | 2–2 | 1–1 | 3–0 | 0–0  | 1–0 | 2–1 |
| Levadiakósz         | 0–0 | 3–0 | 0–2 | 1–0 | 1–1 | 2–2 | 1–0 | 0–1 |     | 0–3 | 0–2 | 1–0 | 2–0 | 0–2  | 4–1 | 2–1 |
| Olimbiakósz         | 1–2 | 2–1 | 2–1 | 3–0 | 2–0 | 2–1 | 1–1 | 0–0 | 5–1 |     | 2–0 | 1–0 | 3–0 | 0–1  | 2–2 | 0–0 |
| Panathinaikósz      | 1–1 | 4–0 | 2–1 | 1–1 | 3–1 | 4–1 | 2–0 | 0–2 | 3–0 | 0–1 |     | 2–1 | 2–0 | 2–1  | 4–0 | 1–0 |
| Panióniosz          | 3–1 | 0–3 | 1–1 | 1–3 | 2–1 | 1–1 | 0–0 | 1–2 | 2–2 | 0–1 | 0–2 |     | 3–1 | 0–0  | 3–1 | 3–0 |
| Panthrakikósz       | 1–2 | 1–3 | 1–1 | 0–0 | 0–3 | 3–2 | 1–2 | 1–3 | 0–2 | 0–2 | 0–1 | 0–1 |     | 1–2  | 1–2 | 1–1 |
| PAÓK                | 0–1 | 1–0 | 4–1 | 1–0 | 1–0 | 4–1 | 1–0 | 1–0 | 3–0 | 1–2 | 2–1 | 1–0 | 3–0 |      | 2–0 | 1–0 |
| PASZ Jánina         | 1–1 | 2–0 | 0–1 | 1–0 | 1–0 | 1–0 | 2–3 | 2–1 | 1–1 | 2–2 | 0–1 | 2–3 | 2–0 | 0–1  |     | 0–0 |
| Skoda Xánthi        | 1–0 | 0–1 | 2–1 | 2–0 | 2–1 | 1–0 | 4–3 | 2–1 | 1–0 | 0–1 | 1–2 | 1–2 | 1–0 | 0–3  | 1–1 |     |

Utolsó felvett mérkőzés dátuma: 2010. április 18. 
Forrás: superleaguegreece.net (görögül) 
1A hazai csapatok a bal oldali oszlopban szerepelnek.
Színek: Zöld = hazai győzelem; Sárga = döntetlen; Piros = vendéggyőzelem.
 

### A góllövőlista élmezőnye
Forrás: Galanis Sport (angolul).
23 gólos
- Djibril Cissé (Panathinaikósz)

11 gólos
- Jórgosz Bárkoglu (Levadiakósz)
- Javier Cámpora (Árisz)
- Victoraş Iacob (Iraklísz)

10 gólos
- Danijel Cesarec (Asztérasz Trípolisz)
- Benjamin Onwuachi (Kavála)

9 gólos
- Kósztasz Mítroglu (Olimbiakósz)

8 gólos
- Ilíasz Anasztaszákosz (Atrómitosz)
- Bosko Balaban (Panióniosz)
- Ismail Blanco (AÉK)
- Kósztasz Kacuránisz (Panathinaikósz)
- Emanuel Perrone (Atrómitosz)
- Ignacio Scocco (AÉK)

7 gólos
- Vladimir Ivić (PAÓK)
- Tümer Metin (AÉL 1964)
- Stefano Napoleoni (Levadiakósz)
- Sergio Leal (Ergotélisz)
- Vieirinha (PAÓK)

6 gólos
- Mario Budimir (Ergotélisz)
- Matt Derbyshire (Olimbiakósz)
- Sebastián Leto (Panathinaikósz)
- Zlatan Muslimović (PAÓK)
- Jórgosz Szaitiótisz (PASZ Jánina)

## Rájátszás
A rájátszásba az alapszakasz 2., 3., 4. és 5. helyezett csapatai vesznek részt, amely a görög csapatok számára fenntartott második Bajnokok Ligája-helyről dönt. A csapatok oda-visszavágós, körmérkőzéses rendszerben mérkőznek meg egymással.
Az 5. helyezett csapat pontszáma képezi a rájátszásbeli kezdő pontszámok alapját. Az 5. helyezett csapat pontszámát egyenként kivonják minden rájátszásbeli csapat alapszakaszbeli pontszámából, majd az így képzett számokat elosztják öttel, végül a nem egész értéket kerekítik.
- Olimbiakósz: 4 pont ((64 – 46) / 5 = 3.6, kerekítés után 4)
- PAÓK: 3 pont ((62 – 46) / 5 = 3.2, kerekítés után 3)
- AÉK: 1 pont ((53 – 46) / 5 = 1.4, kerekítés után 1)
- Árisz: 0 pont ((46 – 46) / 5 = 0)

### Végeredménye
| #  | Csapat           | M | GY | D | V | G+ – G– | GK | P  | Megjegyzések                                   | Egymás elleni           |
| -- | ---------------- | - | -- | - | - | ------- | -- | -- | ---------------------------------------------- | ----------------------- |
| 1. | PAÓK             | 6 | 4  | 1 | 1 | 7–3     | +4 | 16 | 2010–2011-es Bajnokok Ligája – 3. selejtezőkör |                         |
| 2. | AÉK              | 6 | 2  | 2 | 2 | 8–7     | +1 | 9  | 2010–2011-es Európa-liga – Rájátszás1          |                         |
| 3. | Árisz            | 6 | 2  | 2 | 2 | 8–9     | −1 | 8  | 2010–2011-es Európa-liga – 3. selejtezőkör     | ÁRI–OLI 2:0 OLI–ÁRI 0:0 |
| 4. | OlimbiakószCV, K | 6 | 1  | 1 | 4 | 3–7     | −4 | 8  | 2010–2011-es Európa-liga – 2. selejtezőkör     | ÁRI–OLI 2:0 OLI–ÁRI 0:0 |

Forrás: superleaguegreece.net (görögül) 
A rangsorolás alapszabályai: 1. összpontszám, 2. egymás elleni eredmények összpontszáma, 3. egymás elleni eredmények gólkülönbsége, 4. helyosztó mérkőzés.
1Mivel a 2009–2010-es görög kupát a bajnok Panathinaikósz nyerte, ezért a rájátszás 2. helyezettje a 2010–2011-es Európa-liga rájátszásában jogosult indulni.
(B): Bajnokcsapat, (K): Kieső csapat, (F): Feljutó csapat, (I): Kupainduló, (R): A rájátszás győztese, (KGY): Kupagyőztes

### Kereszttábla
| Hazai \ Vendég1 | AÉK | ÁRI | OLI | PAÓK |
| AÉK             |     | 4–2 | 2–1 | 0–0  |
| Árisz           | 1–1 |     | 2–0 | 3–2  |
| Olimbiakósz     | 2–1 | 0–0 |     | 0–1  |
| PAÓK            | 1–0 | 2–0 | 1–0 |      |

Forrás: superleaguegreece.net (görögül) 
1A hazai csapatok a bal oldali oszlopban szerepelnek.
Színek: Zöld = hazai győzelem; Sárga = döntetlen; Piros = vendéggyőzelem.
 

## Külső hivatkozások
- A görög szuperliga hivatalos oldala (görögül)